# Habitación perdida
Habitación perdida —título original The Lost Room— es una miniserie de televisión estadounidense producida en 2006 que consta de 6 episodios. Protagonizada por Elle Fanning, Peter Krause y Julianna Margulies, mezcla efectos especiales y drama con un argumento fantástico en una lucha de diferentes personas normales por hacerse con el poder de unos objetos paranormales.

## Argumento
La habitación era la número 10 del abandonado motel Sunshine a las afueras de Gallup, Nuevo México. El 4 de mayo de 1961 a las 1:20:29 algo borró la habitación y todos sus contenidos de la historia. A esto se le llama "El Evento" o "El Incidente", y es la causa de las extrañas propiedades de la habitación y de los objetos que había en ella. En el momento en que ocurrió el incidente ese hotel estaba en servicio y tenía 10 habitaciones. Junto con una de esas habitaciones, los objetos de su interior ahora poseen extraños poderes sobrenaturales, que incluso conectan diferentes dimensiones. Joe Miller, detective en la investigación de un caso relacionado con uno de estos objetos, consigue la llave de la habitación de manera fortuita, pero su hija se pierde en la dimensión de la habitación, y ha de recuperar el objeto adecuado que la pueda hacer volver.

## Capítulos
1º La llave y el reloj
El detective Joe Miller (Peter Krause) se ve envuelto en la investigación de un caso con dos hombres muertos y hallados totalmente calcinados. El asunto está relacionado con una misteriosa llave, un poderoso objeto, que le entrega un chico al que hieren durante una persecución. Es la llave de la habitación 10 del Motel Sunshine, de la ruta 66 que va de Chicago a Los Angeles, y que tiene el poder de abrir cualquier puerta y trasladar al usuario a cualquier destino. A partir de ese momento, Joe es el involuntario portador de la llave y su situación se complica cuando su hija desaparece en la extraña habitación. Joe descubre que, al igual que la llave, hay cerca de 100 objetos que también tienen poderes extraordinarios y son indestructibles, y que una organización está detrás de ellos. El objeto más codiciado es la llave, por lo que Joe ahora es el objetivo de esta peligrosa organización, que hará cualquier cosa por conseguirla. El detective Joe Miller continúa buscando a su hija desaparecida en la habitación. En esta búsqueda va conociendo más acerca de la organización y del resto de los objetos con poderes. Joe se pondrá en contacto con Jenifer Bloom (Julianna Margulies), que forma parte de La Legión, una organización que quiere reunir todos los objetos. Además, en este episodio Joe sufre una terrible pérdida, su compañero, el detective Lou, es disparado y muere.
2º El peine y el estuche
El detective Joe Miller descubre un nuevo objeto con poderes extraordinarios: El peine. Harold, la persona que lo posee, le enseña a utilizar este nuevo utensilio, capaz de detener el tiempo si se pasa por el pelo. Por otro lado, Joe –que sigue intentando encontrar a su hija Anna– une sus fuerzas con la Legión para conseguirlo. El doctor Martin Rubber se une a la Orden de la Reunificación, que continúa la difícil tarea de reunir todos los objetos. En esta ocasión aparece otro nuevo y valioso objeto: el estuche del reloj, que impide que las cosas se descompongan. Joe, todavía sumergido en la búsqueda de su hija, decide ayudar a un hombre cuya mujer, Arlenne, también desapareció en el misterioso motel. En caso de encontrarla, el detective podría encontrar nuevas pistas sobre el paradero de la pequeña Anna. Sin embargo, las cosas pronto se complican cuando Joe es acusado del asesinato de su compañero y del secuestro de su hija.
3º El ojo y el huésped

## Descripción de los Objetos
En la miniserie, los Objetos fueron creados cuando el Suceso borró a la Habitación 10 del Motel Sunshine de la historia. La estancia fue eliminada del espacio y del tiempo así como los Objetos, y cada uno de ellos adquirió poderes sobrenaturales.
Mientras los Objetos estén fuera de la Habitación, cada uno es indestructible y posee de algún modo alguna habilidad sobrenatural. Estos poderes, aunque únicos para cada objeto, no son necesariamenta de utilidad. Por ejemplo, el Peine detiene el tiempo durante diez segundos, mientras que el Reloj de Pulsera puede cocer un huevo situado dentro de su banda. La mayoría de los Objetos tienden a ser activados tal y como uno los usaría en condiciones normales, como el requisito del Peine, que debe ser pasado por el pelo del poseedor (un hombre calvo no podría utilizarlo) para poder accionar sus efectos. Los Objetos pueden ser también combinados para crear diferentes poderes. El Reloj de Pulsera por ejemplo, puede ser usado junto al Cuchillo (el cual tiene sus habilidades propias por descrubir) para proporcionar al usuario una forma de telepatía. Hay también combinaciones de alto nivel de tres o más objetos que cosechan más poderes, como un grupo de seis objetos que consiguen abrir la puerta de la Habitación 9 del Motel Sunshine de una manera catastrófica con ayuda de la Llave.
Cuando los Objetos están en el interior de la Habitación retornan a su estado original como inofensivos artículos y pueden ser destruidos. Cualquier Objeto que sea destruido en esta estancia, según el Huésped, será reemplazado por un artículo similar, en corcondancia con la Ley de la conservación de la materia, lo que él llama Ley de conservación de los Objetos.
Los Objetos están clasificados de una forma un tanto caótica, los que no demuestren ningún efecto palpable (como el Cepillo de Dientes, la Biblia o los Cigarrillos) serán calificados como latentes, mientras que los Objetos con capacidad letal (como el Bolígrafo o el Ojo de Cristal) serán considerados armas.
Varios personajes de la serie también creen que existe un Objeto central respecto a los demás (aparte de la Llave, considerado como el más potente), creencia denominada como "el Objeto Primario". Su descripción varía, pero se suele decir que tiene poder sobre los demás Objetos. A través de la serie, varios objetos son consideradas como candidatos a ser el Objeto Primario, pero según el Huésped, en realidad no existe tal concepto. Al ser el único Objeto con voluntad, es capaz de sentir y repeler a los demás, como también recuperar objetos perdidos durante el "reinicio" de la Habitación, pero no posee el tipo de poder que la teoría del Objeto Primario le pudiera atribuir.
| Nombre                                 | Descripción/Poder | Visto en la serie (confirmación como Objeto)                                                      | Último poseedor conocido/Lugar                                     |
| -------------------------------------- | --- | ------------------------------------------------------------------------------------------------- | ------------------------------------------------------------------ |
| Llave                                  | Llave de la habitación 10 del Motel Sunshine. Abre cualquier puerta con cerradura llevándote a esa habitación, y desde dentro puedes llegar a cualquier lugar sólo con el simple hecho de desearlo frente a la puerta. No se sabe aún si se pueden tener dos puertas abiertas a la vez donde se vea la habitación; en la serie siempre se cierra una puerta antes de abrir otra. Cuando se abre una puerta, la habitación se ve tal y cual estaba en 1961. La llave es el único objeto que controla la permanencia de los objetos comunes y las personas que entran en la habitación. Si la llave está fuera de la habitación mientras se han quedado personas u objetos comunes dentro, estos desaparecerán al abrir de nuevo la puerta, transportándose a lo que sería el lugar donde se encuentra la habitación 10 realmente. Excepto los Objetos de la habitación original, al quedar dentro éstos, se ubican en el último lugar donde se encontraban en el momento de la creación de la habitación. | Habitación 10 del Motel Sunshine                                                                  | Joe Miller                                                         |
| Cenicero                               | Efecto individual latente, pero es uno de los siete Objetos necesarios en el "Experimento Conroy" parar abrir una "fisura en la realidad" | Usado en el Experimento Conroy, fotografía en El Sood                                             | Habitación 10 (tras el Experimento Kreutzfeld)                     |
| Pastilla de Jabón                      | Con marca de "Sunshine Motel", latente | Fotografía en El Sood                                                                             | Desconocido                                                        |
| Envoltorio de la Pastilla de Jabón     | Con marca de "Sunshine Motel", latente | La Cámara de los Coleccionistas                                                                   | Karl Kreutzfeld (robado de la Cámara)                              |
| Sábanas                                | Latente | En la alunicación de Martin Ruber (¿real?)                                                        | Desconocido                                                        |
| Teléfono                               | Latente | Permanece en la Habitación                                                                        | Desconocido                                                        |
| Televisor                              | Latente | Permanece en la Habitación                                                                        | Desconocido                                                        |
| Biblia                                 | Clásica de Collins Clear | Despacho de Karl Kreutzfeld                                                                       | Despacho de Karl Kreutzfeld                                        |
| Prismáticos/Gafas de ópera             | Prismáticos clásicos plegables/Gafas de ópera (posiblemente negras) | La Cámara de los Coleccionistas                                                                   | Karl Kreutzfeld (robado de la Cámara)                              |
| Billete de Autobús                     | Billete de Líneas de Tránsito Yucca # 11560 - Cuando el Billete de Autobús toca la piel de una persona, ésta es teletransportada a la Ruta 66 en las afueras de Gallup, Nuevo México, el pueblo donde se encuentra el Motel Sunshine. La población es llamada "el centro del universo" posiblemente por el nexo de los objetos con su punto de origen. Aquellas personas teletransportadas caen desde el cielo y toman tierra con la suficiente velocidad como para que sea desorientador pero no dañino. El punto de partida del Billete es Willowbrook, Arizona, donde en teoría Eddie McCleister vivía con su mujer antes del Suceso. Parte del Billete ha sido cubierto con cinta aislante para que no afecte a quien lo use. | Wally Jabrowski, en la lista de la Legión                                                         | Wally Jabrowski                                                    |
| (2) Sillas                             | Latente | En la alunicación de Martin Ruber (¿real?)                                                        | Desconocido                                                        |
| Cómoda                                 | Latente | Permanece en la Habitación                                                                        | Desconocido                                                        |
| Goma de Mascar                         | Latente | En la lista de la Legión                                                                          | Desconocido, visto por última vez en Miami                         |
| Cigarrillos                            | Con marca de Bullseye. La Legión cree que son los utilizados en el "Experimento Conroy". Probablemente es el mismo que "Paquete de Cigarillos", pero ambos existen por separado en la lista de la Legión. | Experimento Conroy, fotografía en El Sood, en la lista de la Legión                               | Karl Kreutzfeld                                                    |
| Reloj despertador.                     | Reloj despertador plegable Phinney-Walker, sublima el latón casi instantánemanente de sólido a gas y viceversa cuando se le da cuerda. Las manecillas está paradas en el momento exacto del Suceso, aunque se le haya dado cuerda. Es uno de los siete Objetos del "Experimento Conroy" para abrir una "fisura en la realidad". La página oficial de la serie afirma que el Reloj sublima el manganeso, un elemento común en las aleaciones de latón | Experimento Conroy, despacho de Karl Kreutzfeld, fotografía en El Sood, en la lista de la Legión. | Habitación 10 (tras el Experimento Kreutzfeld)                     |
| Colgador                               | Colgador común hecho de madera, sin arañazos. ¿más que uno? | Armario de la Habitación, en la lista de la Legión                                                | Armario de la Habitación                                           |
| Peine                                  | Peine común - Detiene el tiempo para el usuario cuando se pasa por el pelo propio, pero tan sólo durante diez segundos subjetivos. Según la página oficial de la serie el Peine no puede ser usado por alguien calvo. Mientras el tiempo está detenido, el portador puede mover y llevar objetos, pero nada que está fijado en su sitio. El uso rápido y continuado del Peine provoca náuseas debido al mareo del movimiento. Cuando es combinado con la Llave y el Estuche, el usuario puede entrar en una dimensión alternativa en la Habitación 9. | Harold Stritzke, fotografía en El Sood, en la lista de la Legión                                  | Jennifer Bloom                                                     |
| Radio                                  | Radio común - Le concede crecer 7cm más si sintoniza la frecuencia adecuada. | Casa de Jennifer Bloom                                                                            | Jennifer Bloom                                                     |
| Ojo de Vidrio                          | Ojo azul de Vidrio - Tiene el poder de sanar o destruir el tejido humano. Debe estar siendo utilizado en el lugar del ojo para poder aprovechar su poder. | La Cámara de los Coleccionistas                                                                   | Karl Kreutzfeld (Robado de La Cámara de los Coleccionistas)        |
| Abrigo                                 | Abrigo / Piloto - Capaz de detener las balas, se le atribuye este poder dada la naturaleza del objeto -al ser indestructible- | Armario de la habitación. Lo utiliza Joe por un tiempo.                                           | Karl Kreutzfeld                                                    |
| Bolígrafo                              | Es un bolígrafo cuyo extremo para escribir envía una carga eléctrica altamente mortal a quien lo toque. | Usado por Howard Montague.                                                                        | Jennifer Bloom (entregado por Joe Miller)                          |
| Lápiz                                  | Crea monedas. | Descrito por Wally Jabrowski                                                                      | Desconocido                                                        |
| Sombrilla/paraguas                     | Hace creer a las personas que conocen al poseedor del objeto. | Descrito por Wally Jabrowski                                                                      | Desconocido                                                        |
| Reloj de pulsera                       | Hierve un huevo si se coloca alrededor de éste. | Usado por Karl Kreutzfeld                                                                         | Karl Kreutzfeld                                                    |
| Lentes/gafas de sol                    | Inhiben la combustión del lugar en que se esté mirando. | Usado por Martin Ruber                                                                            | Martin Ruber (miembro de "La Orden")                               |
| Caja de reloj                          | Evita la descomposición o desintegración. | Usado por Joe Miller                                                                              | Karl Kreutzfeld                                                    |
| Tijeras                                | Hacen rotar las cosas o las personas.(Similar a la telequinesis) | Usado por Joe Miller en la bóveda                                                                 | Karl Kreutzfeld (robado a Joe Miller en la bóveda)                 |
| Botella para alcohol/Petaca            | Le quita el oxígeno a la persona deseada. | Usado por Karl Kreutzfeld para conseguir las tijeras y foto en el Sood                            | Karl Kreutzfeld                                                    |
| Gemelos                                | Reduce la presión sanguínea | Descrito por Karl Kreutzfeld, pero jamás puesto en práctica.                                      | Karl Kreutzfeld                                                    |
| Moneda                                 | Manifiesta físicamente recuerdos del propietario. | Usado por karl Kreutzfeld para manifestar a su hijo.                                              | Karl Kreutzfeld                                                    |
| Polaroid                               | Funciona solo en el lugar que estaba originalmente la habitación del motel. En ella se puede ver el estado original de la habitación con todos los objetos en su lugar original. | Usado por Joe Miller                                                                              | Martin Ruber                                                       |
| Baraja de naipes                       | Produce una especie de dolor insoportable a quien la mire, provoca visiones, aunque en ningún momento se explica su efecto exacto. | Usado por Martin Ruber                                                                            | Joe Miller(cuando se la quita a Martin en la habitación del motel) |
| Vaso de cristal                        | Latente | Junto a otros objetos en la habitación roja de La Orden                                           | La Orden                                                           |
| Lima de uñas                           | Al parecer deja inconsciente a la otra persona. Pero este objeto tampoco es explicado en la serie. | Usado por Jennifer Bloom                                                                          | Jennifer Bloom                                                     |
| Cuchillo                               | Desconocido. Pero si se junta con el reloj de pulsera produce una especie de telepatía. | Descrito por Wally Jabrowski                                                                      | Desconocido                                                        |
| Kleenex                                | Desconocido. | En la lista de la Legión                                                                          | Desconocido                                                        |
| Zapato izquierdo                       | Desconocido | En la lista de la Legión                                                                          | Desconocido                                                        |
| Periódico                              | Desconocido | En la lista de la Legión                                                                          | James Stanek                                                       |
| Calcetín izquierdo                     | Desconocido | En la lista de la Legión                                                                          | Desconocido                                                        |
| Fósforos                               | Desconocido | En la lista de la Legión                                                                          | Desconocido                                                        |
| Camisa blanca                          | Desconocido | En la bóveda de los coleccionistas                                                                | Karl Kreutzfeld                                                    |
| Desodorante                            | Desconocido | En la lista de la Legión                                                                          | Desconocido                                                        |
| Revista Life                           | Desconocido | Fotografía en el Sood                                                                             | Desconocido                                                        |
| Billetera                              | Desconocido | Fotografía en el Sood                                                                             | Desconocido                                                        |
| Corta uñas                             | Desconocido | En la lista de la legión, para el experimento Conroy y para el Kreutzfeld.                        | Karl Kreutzfeld                                                    |
| Cortaplumas                            | Desconocido | Fotografía en el Sood                                                                             | Desconocido                                                        |
| Navaja de afeitar                      | Desconocido | Fotografía en el Sood y en la habitación de La Orden.                                             | La Orden.                                                          |
| Paquete de cigarrillos                 | Desconocido. Es utilizado en el experimento Conroy y se supone que es el mismo objetos que los cigarrillos, pero en la lista de la Legión aparecen como objetos diferentes. | Usado en el experimento Conroy                                                                    | Karl Kreutzfeld                                                    |
| Cepillo de dientes                     | Desconocido. | Objeto visto en la casa de Karl Kreutzfeld                                                        | Karl Kreutzfeld                                                    |
| Postal publicitaria del motel          | Desconocido. Es un dibujo del motel completo, podría ser una postal o un folleto. | Fotografía en el Sood y en la habitación roja de La Orden.                                        | La Orden.                                                          |
| Fotografía de una pareja               | Desconocido. Fotografía de Eddie McCleister con su esposa antes de que el incidente borrara su vida anterior. | Tiene más de 40 años y en el mismo estado.                                                        | Joe Miller                                                         |
| Eddie McCleister                       | Es el ocupante de la habitación del motel. No es el creador de los objetos, pero estaba en la habitación cuando todos estos fueron creados, por lo tanto él mismo se convirtió en uno de los objetos y, como tal, no puede ser destruido. Es el único capaz de acceder a la habitación donde están los objetos desaparecidos durante el reinicio de la habitación del motel. Pero como todos los objetos, puede morir una vez dentro de la habitación. | Es el ocupante de la habitación                                                                   | Muerto.                                                            |
| Joe Miller                             | Según la teoría de conservación de objetos de Eddie McCleister, cuando éste fue asesinado por Joe Miller, este último tomó su lugar como un objeto. | Sobrevive al reinicio de la habitación del motel.                                                 | Visto por última vez en Gallup.                                    |
| Cordón                                 | Desconocido. | En la lista de La Legión.                                                                         | Desconocido.                                                       |
| Calzador                               | Desconocido. | En la habitación roja de La Orden.                                                                | La Orden.                                                          |
| Chaleco                                | Desconocido. | En la lista de La Legión.                                                                         | Desconocido.                                                       |
| Plancha                                | Desconocido. | En la bóveda de Los Coleccionistas.                                                               | Bóveda de Los Coleccionistas.                                      |
| Libreta de cheques de viaje.           | Desconocido. | Fotografía en el Sood.                                                                            | Desconocido.                                                       |
| Abrillantador de zapatos               | Desconocido. | En la bóveda de Los Coleccionistas y fotografía en el Sood.                                       | En la bóveda de Los Coleccionistas.                                |
| Polvos antitranspirantes para los pies | Desconocido. | En la bóveda de Los Coleccionistas y fotografía en el Sood.                                       | En la bóveda de Los Coleccionistas.                                |